# Idrocilamida
La idrocilamida (nombres comerciales Talval, Srilane, Relaxnova, Brolitène) es un medicamento con acciones relajantes del músculo esquelético y antiinflamatorias, que se utiliza en forma de crema tópica para tratar lumbalgia y otros tipos de dolor muscular; está disponible con receta médica o de venta libre en Francia y en otros países.

## Interacciones
Se ha informado que la idrocilamida es un potente inhibidor del metabolismo de la cafeína.